# Івашутич Олександр Григорович
Олександр Григорович Івашу́тич (нар. 15 жовтня 1900, Київ — пом. 18 січня 1970, Харків) — український радянський театральний актор і режисер.

## Біографія
Народився 2 [15] жовтня 1900 року у місті Києві (нині Україна). Сценічку діяльність розпочав у 1919 році у Києві у Другому районному драматичному театрі; упродовж 1922—1926 років грав у театрі «Березіль»; у 1927—1929 роках — в Одеському українському музично-драматичному театрі.
З 1929 року — актор, у 1941—1944 роках — художнвій керівник, у 1944—1948 роках — актор і режисер, у 1949—1953 роках — головний режисер, у 1953—1955 роках — режисер Харківського театру музної комедії. Був членом ВКП(б) з 1952 року. Помер у Харкові 18 січня 1970 року.

## Творчість
зіграв ролі
- Каленик, Нечипір, Сотник («Майська ніч», «Весілля в Малинівці», «Червона калина» Олексія Рябова);
- Зупан («Циганський барон» Йоганна Штрауса);
- Воляпюк, Пелікан («Сільва», «Принцеса цирку» Імре Кальмана).

поставив вистави
- «Жанна плаче, Жан сміється» Жака Оффенбаха;
- «Останній бал», «Сорочинський ярмарок» Олексія Рябова;
- «Жирофле-Жирофля» Шарля Лекока;
- «Аршин мал алан» («Торговець з аршином») Узеїра Гаджибекова;
- «Морський вузол» Євгена Жарковського;
- «Циганський барон» Йоганна Штрауса;
- «Баядерка», «Принцеса цирку» Імре Кальмана;
- «Весела вдова» Франца Легара;
- «Бокаччо» Франца фон Зуппе;
- «Вій» Марка Кропивницького;
- «Права рука» Бориса Александрова;
- «Холопка» Миколи Стрельникова;
- «Найзаповітніше» Василя Соловйова-Сєдого.

## Відзнаки
- Народний артист Узбецької РСР з 1943 року;
- Орден «Знак Пошани».